# Distrikt Urpay
Der Distrikt Urpay liegt in der Provinz Pataz in der Region La Libertad in West-Peru. Der Distrikt wurde am 12. Februar 1959 gegründet. Er hat eine Fläche von 99,61 km². Beim Zensus 2017 wurden 2048 Einwohner gezählt. Im Jahr 1993 lag die Einwohnerzahl bei 3336, im Jahr 2007 bei 3019. Verwaltungssitz des Distriktes ist die 2688 m hoch gelegene Ortschaft Urpay mit 514 Einwohnern (Stand 2017). Urpay liegt 13 km südwestlich der Provinzhauptstadt Tayabamba.

## Geographische Lage
Der Distrikt Urpay liegt an der Westflanke der peruanischen Zentralkordillere im Südwesten der Provinz Pataz. Entlang der südlichen Distriktgrenze fließt der Río Challas und dessen Nebenfluss Río Huancas in westlicher Richtung. Entlang der westlichen Distriktgrenze fließt der Río Arancante nach Süden. Die Flüsse münden fast an derselben Stelle in den Río Marañón, der westlich des Distrikts verläuft.
Der Distrikt Urpay grenzt im Nordwesten an den Distrikt Taurija, im Nordosten und Osten an den Distrikt Tayabamba, im Südosten an den Distrikt Huancaspata sowie im Südwesten an den Distrikt Santiago de Challas.

## Ortschaften
Im Distrikt gibt es neben dem Hauptort Urpay folgende größere Ortschaften (anexos und caseríos):
- Cochabamba
- El Mirador
- Islan
- Macania (393 Einwohner)
- Miraflores (209 Einwohner)
- Olgoyaco
- Pachomonte
- Pariamarca (279 Einwohner)
- Parihuana (236 Einwohner)
- Sayre (240 Einwohner)
- Sayre Viejo
- Suyanga
- Yanabaca